# Ambaixada Cristiana Internacional de Jerusalem
L'Ambaixada Cristiana Internacional de Jerusalem (en anglès: International Christian Embassy in Jerusalem) (ICEJ) és una organització cristiana sionista amb seu a Jerusalem, Israel.

## Història
L'Ambaixada Cristiana Internacional' va ser fundada en 1980 per cristians evangèlics per expressar el seu suport a l'Estat d'Israel i al poble jueu, específicament a la promulgació per part del govern israelià de la Llei de Jerusalem, i en protesta pel tancament de les ambaixades estrangeres a Jerusalem. El ICEJ és més conegut per ser l'amfitrió d'una celebració cristiana anual de la Festa dels Tabernacles, que atrau milers de participants de gairebé 100 països. El lloc i el nom es van triar deliberadament per demostrar que, a diferència d'altres grups internacionals, els seus membres consideren que Jerusalem és la capital de l'Estat d'Israel.
Les filials d'Israel i Alemanya de l'Ambaixada Cristiana Internacional estan encapçalades per Jürgen Bühler, fill d'Albert Bühler, un soldat de la Wehrmacht que va passar anys en un camp de presoners rus després de la Segona Guerra Mundial. El pare de Bühler va rebre l'ajuda de dues famílies jueves, que li van oferir atenció mèdica i aliments. Seixanta anys després, Bühler va encapçalar una campanya per recaptar fons per a la construcció d'habitatges per als supervivents de l'Holocaust que residien a Haifa.